# Meioneta leucophora
Meioneta leucophora là một loài nhện trong họ Linyphiidae.
Loài này thuộc chi Meioneta. Meioneta leucophora được Ralph Vary Chamberlin & Wilton Ivie miêu tả năm 1944.